# Правова система Естонії
Згідно з Конституцією Естонії (естонською мовою: ''Põhiseadus '') верховна влада держави
належить народу. Народ здійснює свою верховну владу держави на виборах в Рійґікоґ через громадян, які мають право голосу. Вища судова влада належить Верховному Суду (або ест. Рійґікоґ), який складається з 17 суддів. Головний суддя призначається парламентом на строк дев'ять років за поданням
президента.
Офіційним главою держави є президент Естонії, який дає свою згоду на закони, прийняті
Рійґікоґом, також він має право на повернення законів назад до Рійґікоґу і право на пропонування нових законів. Однак, президент не використовує дуже часто ці права, маючи в основному
церемоніальну роль. Він або вона обирається Рійґікоґом, причому для цього необхідно дві третини голосів. Якщо кандидат не отримує кількість необхідних голосів, право обирати
президента переходить в виборчий орган, що складається з 101 членів Рійґікоґу і представників місцевих рад. Як і інші сфери Естонії правотворчість була
успішно впроваджена з початком інформаційного століття.